# Meilan

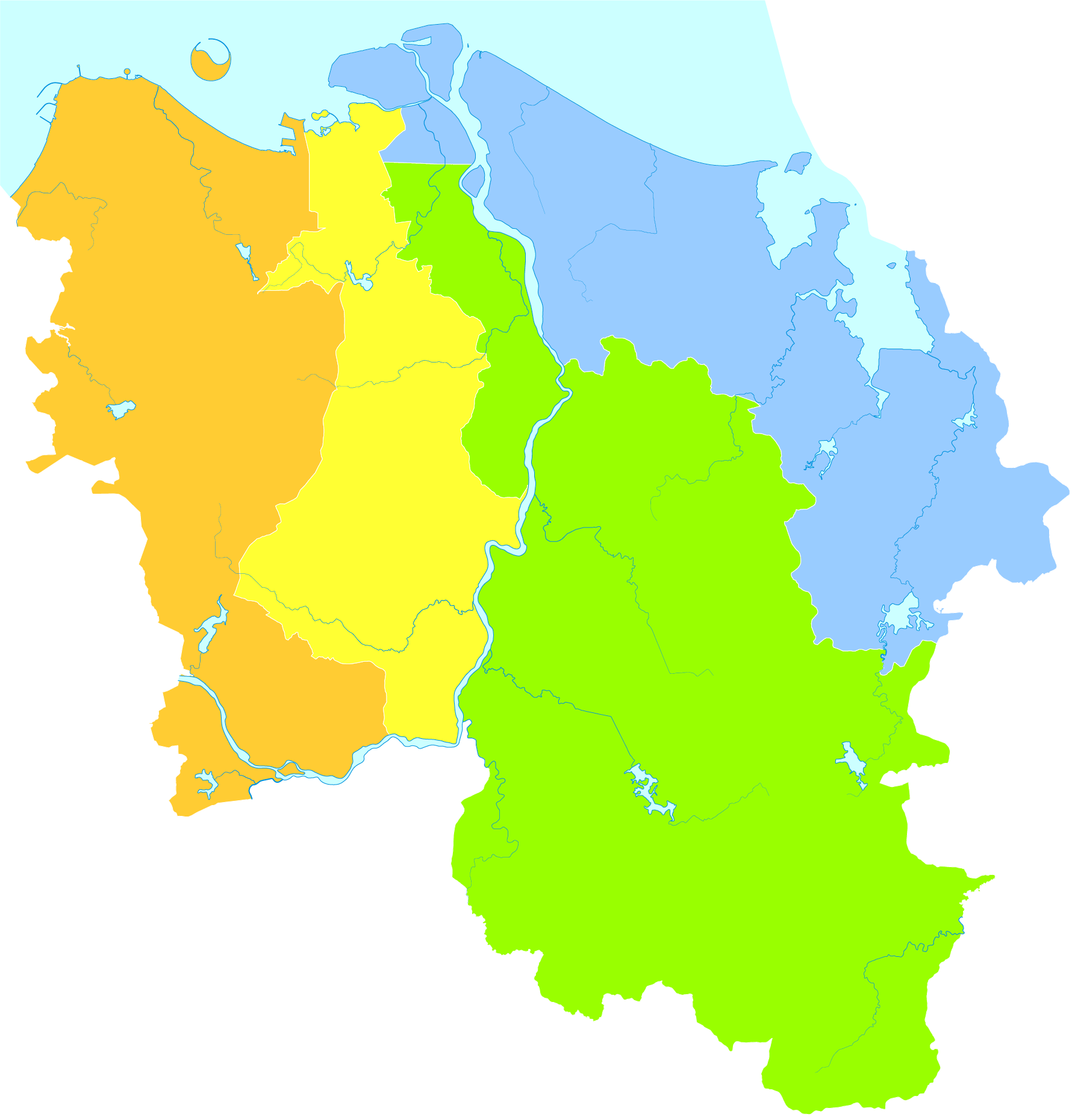
Meilan im Nordosten von Haikou

Meilan (chinesisch 美兰区, Pinyin Měilán Qū) ist der nordöstliche Stadtbezirk der bezirksfreien Stadt Haikou im Norden der Provinz Hainan in der Volksrepublik China. Er hat eine Fläche von 517,8 km² und zählt 853.013 Einwohner (Stand: Zensus 2020). Damit ist er der bevölkerungsreichste der vier Stadtbezirke Haikous. 2002 wurden noch 510.000 Einwohner gezählt.
Zu Meilan, speziell zum Subdistrikt Rénmínlù Jiēdào (人民路街道) gehören auch die Inseln Haidian und Xinbu im Ästuar des Nandu-Flusses.

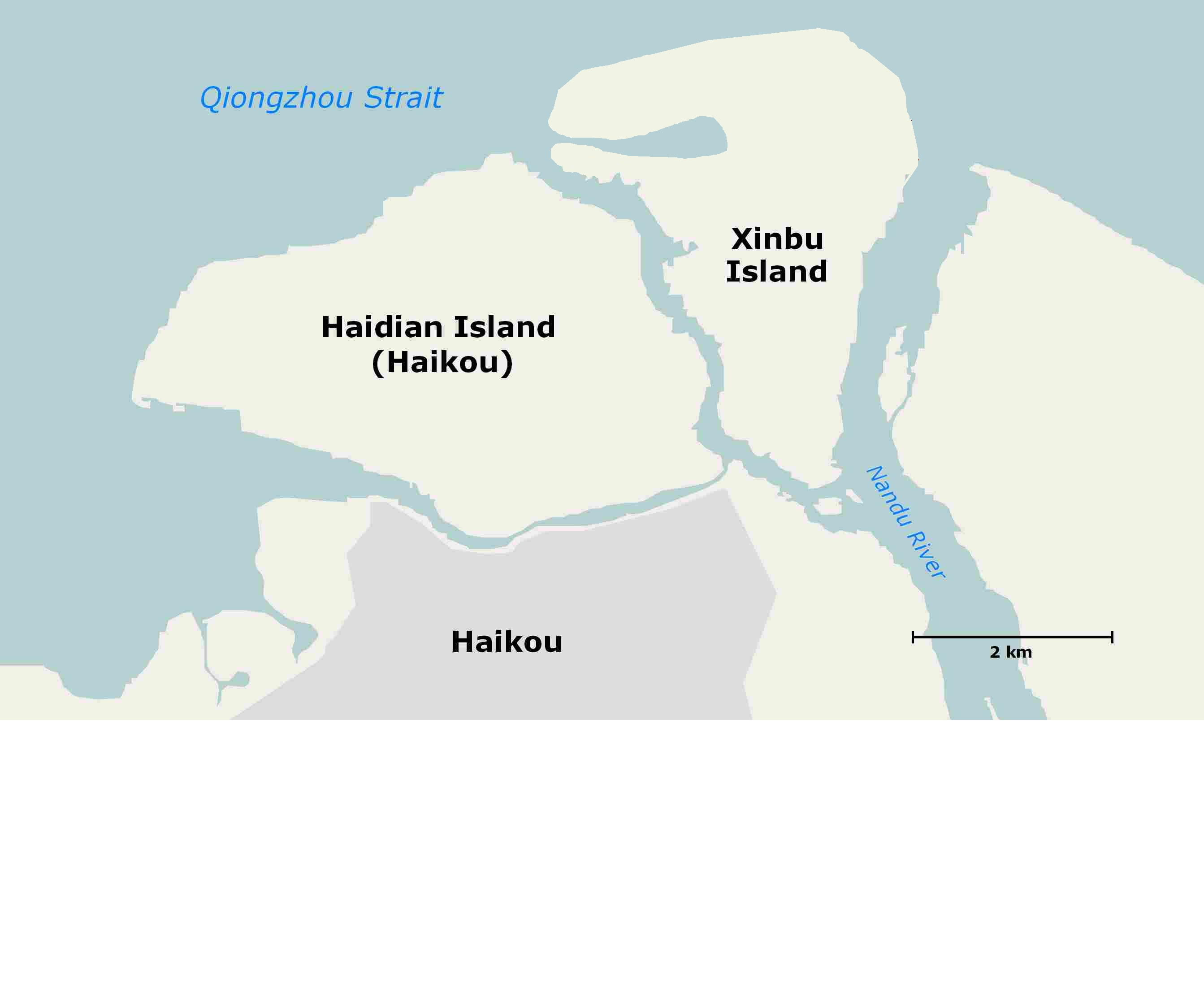